# トゥールーズ室内管弦楽団
トゥールーズ室内管弦楽団（仏: Orchestre de chambre de Toulouse）は、フランスの室内オーケストラ。

## 概要
1953年にルイ・オーリアコンブにより設立され、オーリアコンブが1971年まで首席指揮者を務めた。オーリアコンブが勇退した後は、楽団のコンサートマスターだったジョルジュ・アルマンが首席指揮者の職を引き継ぎ、1986年までその任に当たった。

## 歴代首席指揮者
- ルイ・オーリアコンブ（1953年 - 1971年）
- ジョルジュ・アルマン（1971年 - 1986年）
- ボジダル・ブラトエフ（1987年 - 1988年）
- オーギュスタン・デュメイ（1988年 - 1991年）
- アラン・モリア（1992年 - 2002年）
- ジェラール・コセ（2002年 - 2004年）
- ジル・コリャール（2004年 - ）